# Ewald Schäfer
Ewald Schäfer (* 30. März 1905 in Freienhagen, Nordhessen; † 4. Januar 2001 in Kiel) war ein deutscher Musikpädagoge und Liedkomponist.

## Leben und Werk
Ewald Schäfer siedelte 1915 mit seinen Eltern nach Danzig über, wo er schon früh seine Liebe zur Musik entwickelte. In Leipzig studierte er Pädagogik mit dem Schwerpunkt Musik. Danach schloss sich die Tätigkeit als Dozent der Danziger Hochschule für Lehrerfortbildung an. Zum 1. Mai 1936 trat er der NSDAP bei.
Nach Kriegsdienst und Kriegsgefangenschaft fand er 1947 seine Frau und die drei Kinder in Schleswig-Holstein wieder. Den Lebensunterhalt der Familie sicherte er zunächst als Tanzmusiker, dann als Musikpädagoge an einer Eutiner Oberschule. Ab 1949 war er jahrzehntelang Leiter des Ostdeutschen Chores Eutin bis zu dessen Auflösung 1994. Vor allem aber trat er als Komponist von vielen volksliedartigen Liedern (z. B. das Unitarierlied "Es stellt dich jeder Morgen vor eine neue Tat" oder "Am Waldesrand die Birke stand": aus d. Kassubei), Kanons, Chorsätzen, Klavier- und Orchesterbegleitungen für Chorlieder hervor. Außerdem hat er sich als Herausgeber von Liederbüchern verdient gemacht.